# Polonîceve, Iemilciîne
Polonîceve (în ucraineană Полоничеве) este un sat în comuna Mîkolaiivka din raionul Iemilciîne, regiunea Jîtomîr, Ucraina.

## Demografie
Componența lingvistică a localității Polonîceve
     Ucraineană (100%)
Conform recensământului din 2001, toată populația localității Polonîceve era vorbitoare de ucraineană (100%).